# Całki Fresnela

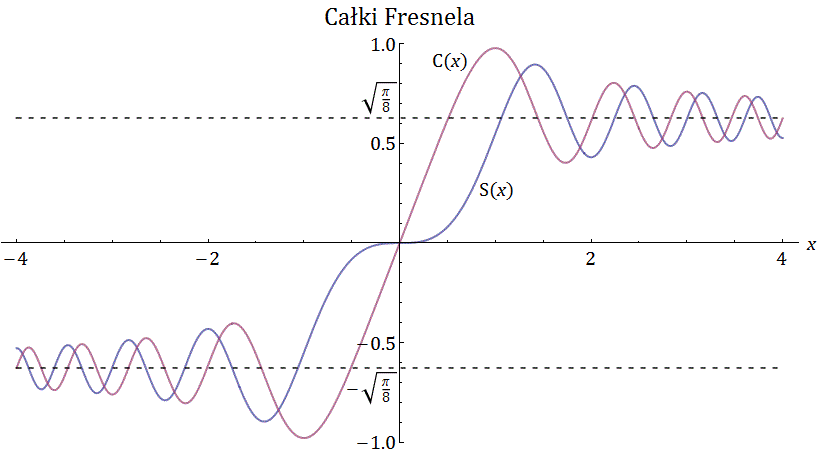
Całki Fresnela

Całka Fresnela – dwie funkcje specjalne {\displaystyle S(x)} i {\displaystyle C(x),} zwane odpowiednio sinusem i cosinusem Fresnela, zdefiniowane następująco:
{\displaystyle S(x)=\int _{0}^{x}\sin(t^{2})\,dt=\sum _{n=0}^{\infty }(-1)^{n}{\frac {x^{4n+3}}{(4n+3)(2n+1)!}},}
{\displaystyle C(x)=\int _{0}^{x}\cos(t^{2})\,dt=\sum _{n=0}^{\infty }(-1)^{n}{\frac {x^{4n+1}}{(4n+1)(2n)!}}.}
Należy zauważyć, że istnieje też inna definicja, w której powyższe całki są mnożone przez czynnik {\displaystyle {\sqrt {\tfrac {\pi }{2}}}.}
Nazwa tych funkcji została wprowadzona dla uhonorowania francuskiego fizyka i inżyniera Augustina Jeana Fresnela.
Całki te pojawiły się w związku z optycznym efektem dyfrakcji Fresnela.

## Wybrane własności
Funkcje {\displaystyle C(x)} i {\displaystyle S(x)} dla {\displaystyle x} rzeczywistego są funkcjami nieparzystymi.
Związek z funkcją błędu:
{\displaystyle C(z)+iS(z)={\sqrt {\frac {\pi }{8}}}(1+i)\,\mathrm {erf} \left({\frac {(1-i)z}{2}}\right).}
Wartości graniczne dla {\displaystyle x} rzeczywistego:
{\displaystyle \lim _{x\to \infty }C(x)=\lim _{x\to \infty }S(x)={\sqrt {\frac {\pi }{8}}},}
{\displaystyle \lim _{x\to -\infty }C(x)=\lim _{x\to -\infty }S(x)=-{\sqrt {\frac {\pi }{8}}}.}

## Klotoida
Klotoida znana także jako spirala Cornu lub spirala Eulera, to krzywa powstająca przez narysowanie wykresu parametrycznego funkcji {\displaystyle S(t)} względem {\displaystyle C(t).} Ponieważ {\displaystyle t} jest miarą długości łukowej tejże spirali, zatem spirala ta ma nieskończoną długość. Klotoida znalazła też zastosowanie przy projektowaniu szos.